# Ricardo Stuckert

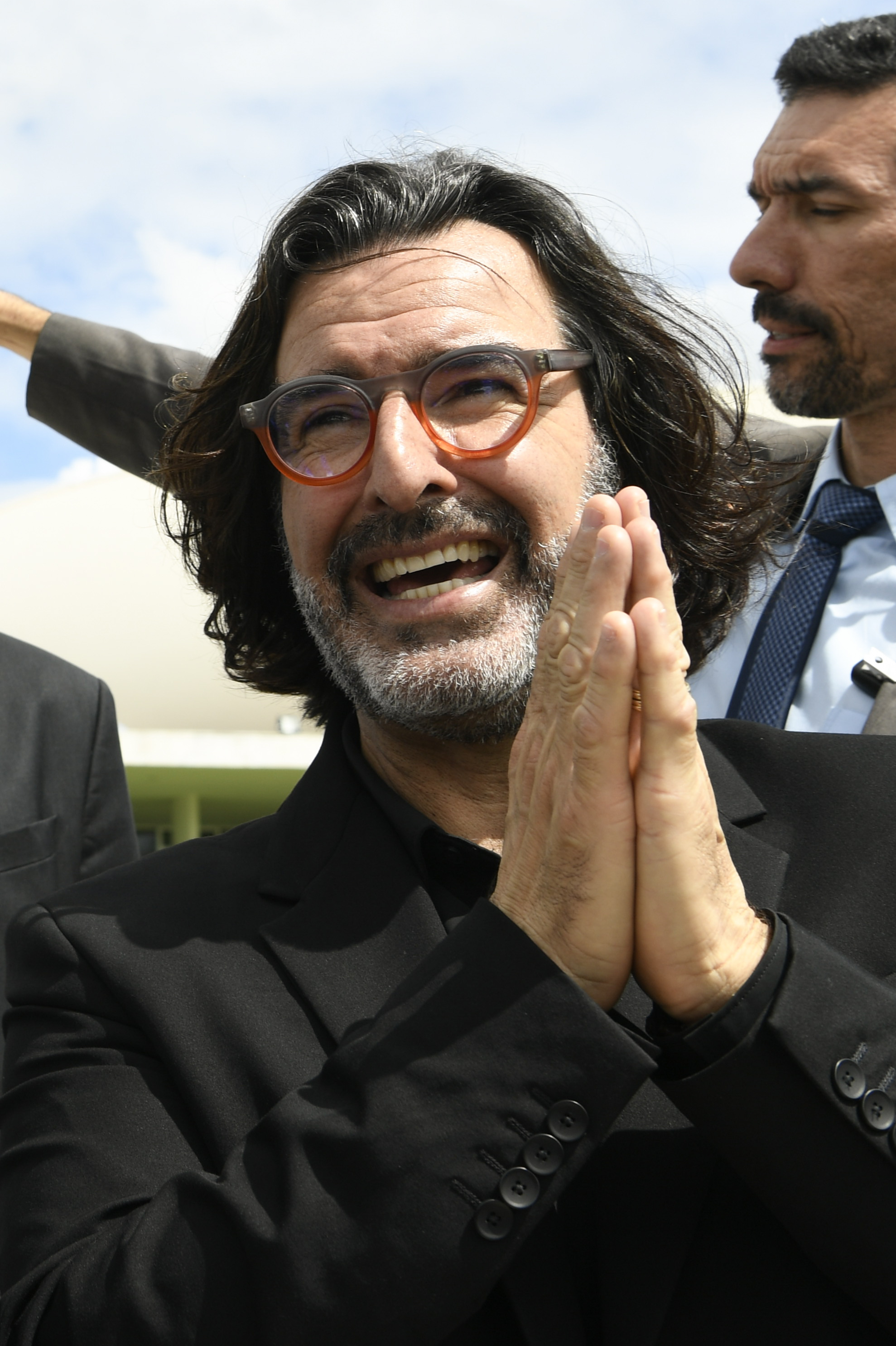
Ricardo Stuckert, offizieller Fotograf des brasilianischen Präsidenten Luiz Inácio Lula da Silva

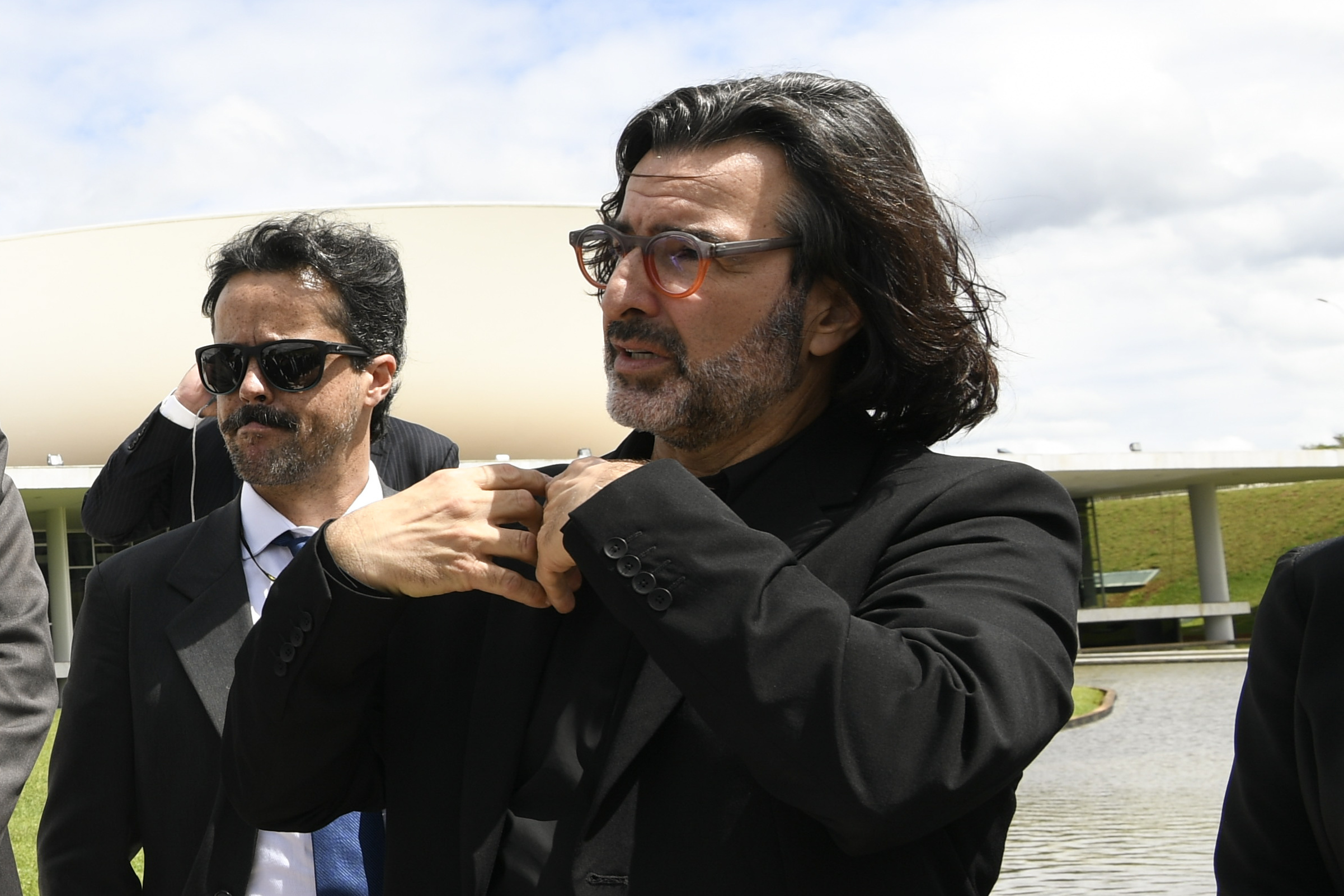
Probe für die Amtseinsetzung des Präsidenten 2023 in Brasília

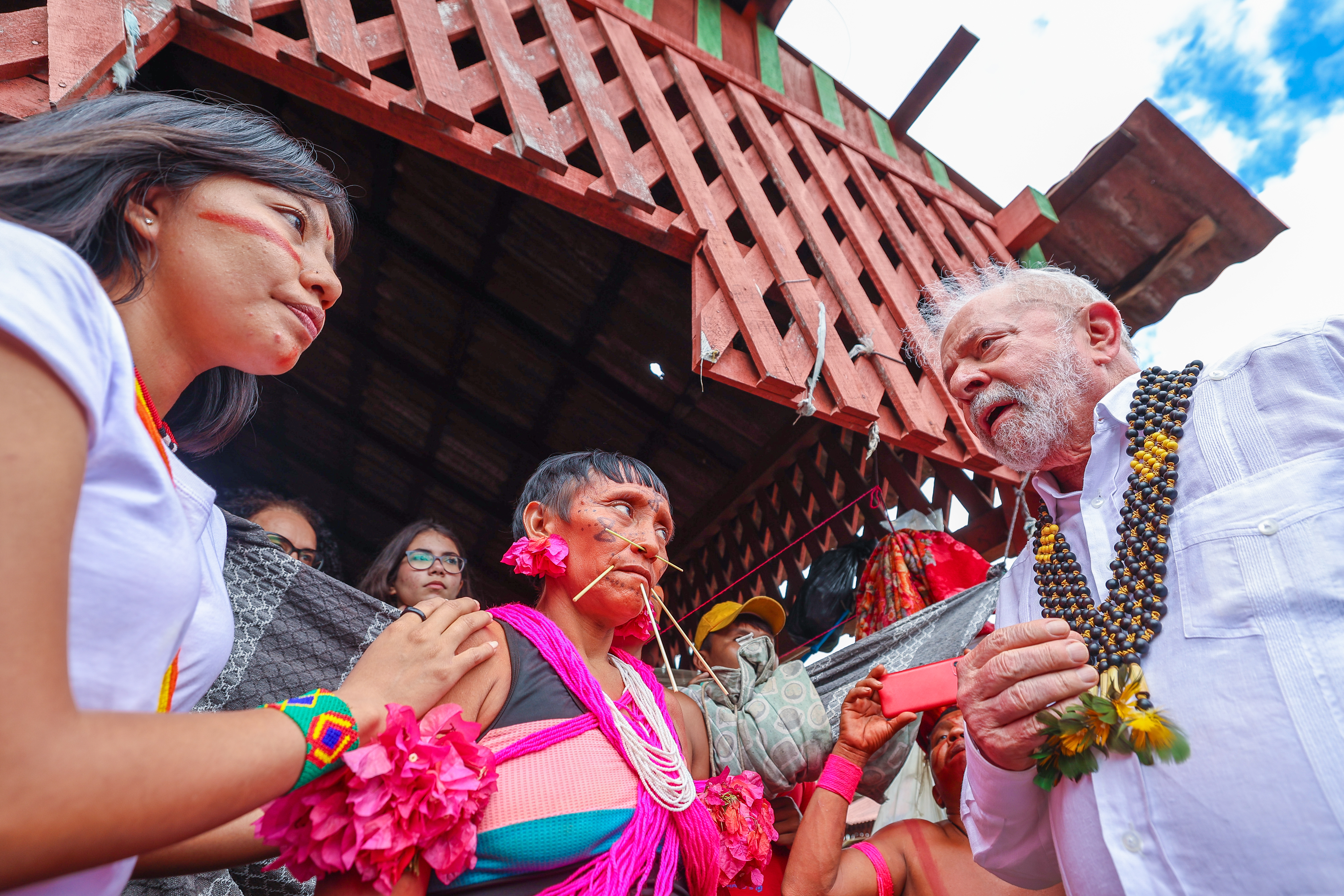
21. Januar 2023 - Der Präsident der Republik, Luiz Inácio Lula da Silva, bei der Ankündigung von Notfallmaßnahmen für die Yanomami-Bevölkerung in Boa Vista (RR)

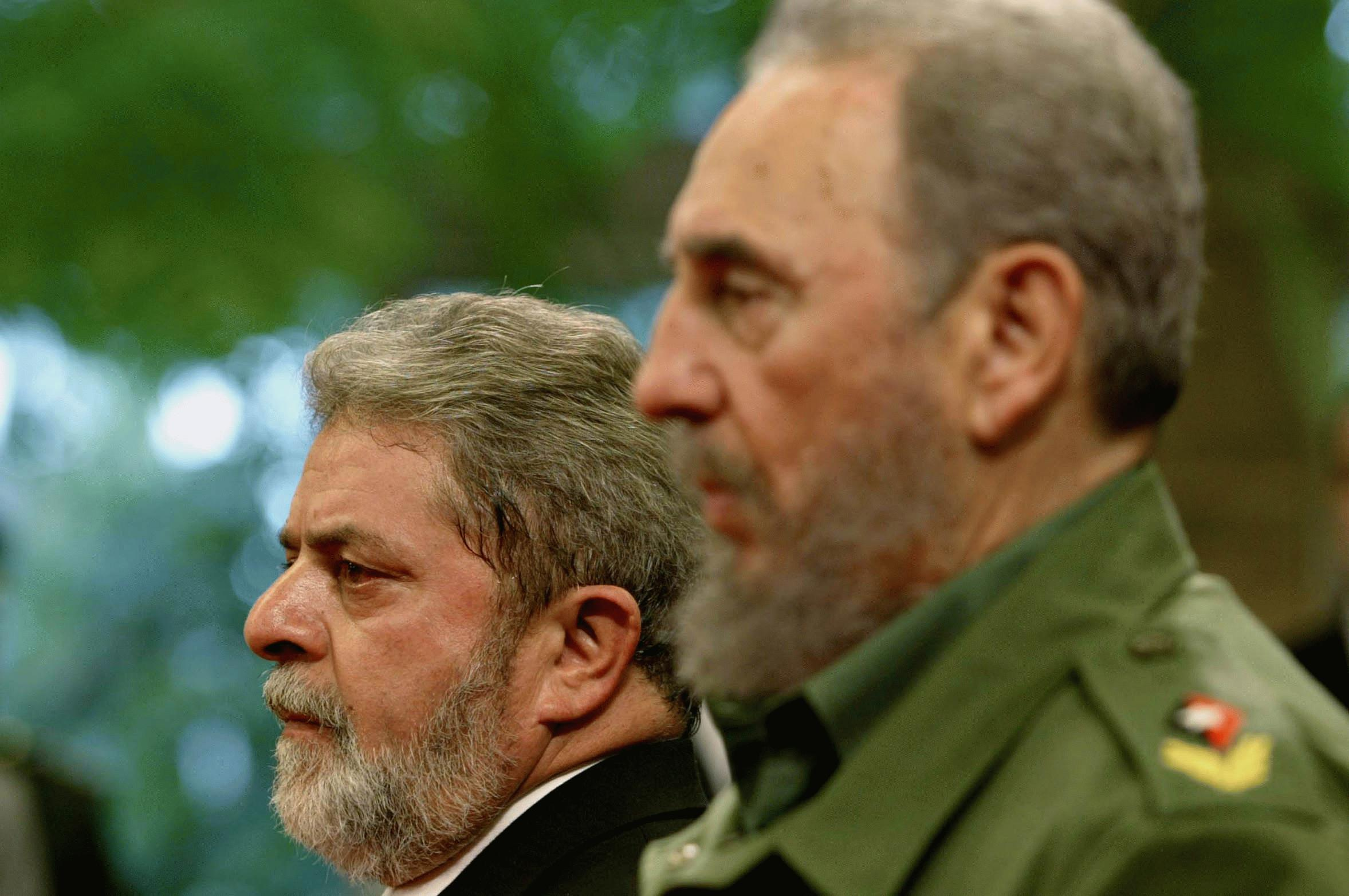
Foto von Ricardo Stuckert: Lula da Silva und Fidel Castro in Cuba

Ricardo Henrique Stuckert (* 5. März 1970 in Brasília), auch bekannt als Stuckinha ist ein brasilianischer Fotograf. Er war während der Amtszeit des brasilianischen Präsidenten Luiz Inácio Lula da Silva von 2003 bis 2010 dessen offizieller Fotograf und nimmt diese Aufgabe seit Lulas erneuter Amtsübernahme vom 1. Januar 2023 wieder wahr. Bekannt ist Stuckert auch für seine dokumentarischen Fotos von brasilianischen Indio-Völkern.

## Werdegang
Stuckert ist laut mündlicher Überlieferung schweizerisch-brasilianischer Abstammung. Er wuchs in einer Fotografenfamilie auf. Mehrere Onkel und sein Vater, Roberto Stuckert (1943–2021), waren Fotografen. Sein Vater, Roberto Stuckert war offizieller Fotograf des letzten Präsidenten während der Militärdiktatur, des Generals João Figueiredo, als Ricardo 12 Jahre alt war. Im Fotogeschäft des Vaters, der neben einer Fotoagentur auch ein Fotolabor im Haus eingerichtet hatte, bekam der Sohn früh von seinem Vater einen Fotoapparat und lernte im Alter von 13 Jahren Filme entwickeln.
Mit 17 Jahren entschied sich Ricardo, wie sein Vater Fotograf zu werden. Deshalb besuchte er die Escola Brasiliense de Fotografia, wo er unter anderem vom Fotografen und Journalisten Fernando Bizerro da Silva unterrichtet wurde. Zudem studierte er Informatik, was ihm den Umstieg vom analogen zum digitalen Fotoapparat erleichterte und ihn mit der Arbeit am Computer von Anfang an vertraut machte. Mit 18 war er bereits Fotograf der Zeitung O Globo, für die er den damaligen Präsidenten José Sarney auf Reisen durch Südamerika begleitete, später den Präsidenten Fernando Collor nach Spanien.
Danach arbeitete er für verschiedene andere große Zeitschriften wie Veja, IstoÉ und Cara. 1997 entdeckte er die Yanomanis anlässlich einer Reportage für eine Sonderausgabe der Zeitschrift Veja. Auf dieser Reise gelang ihm ein entscheidendes Porträt einer jungen Yanomani namens Penha Goés im Inneren Amazoniens. 17 Jahre später und mehr als ein Jahr auf der Suche nach Penha Goés traf er die inzwischen 39-jährige Frau wieder. Ebenfalls für Veja fotografierte Stuckert an den Olympischen Spielen in Sidney, wo er zum ersten Mal einen sportlichen Großanlass vor der Kamera hatte.
Vor dem ersten Wahlgang zur Präsidentschaft von 2002 machte Stuckert für IstoÉ eine Bilderserie, die eine Woche jedes der vier aussichtsreichsten Präsidentschaftskandidaten ins Bild setzen sollte, und zwar in dieser Reihenfolge: Anthony Garotinho, Ciro Gomes, José Serra und Luiz Inácio Lula da Silva. Diese Bilderserie schaffte es ins Final des Esso-Preises.
Auf Wunsch des Präsidentschaftskandidaten Lula da Silva wurde Stuckert schon vor dem ersten Wahlgang durch Ricardo Kotscho, damals Lulas Presseberater, eingeladen, als Lulas offizieller Fotograf zu arbeiten, falls Lula gewählt würde. So nahm Stuckert während zwei Amtszeiten diese Aufgabe wahr. Zweck war es, den Alltag des Präsidenten ins Bild zu setzen. Dazu gab es Ausstellungen und 2004 die Publikation «Lula, 500 dias em fotos».
2005 verlieh ihm Präsident Lula den Rio Branco-Orden im Grad eines Offiziers.
Nach den zwei Amtszeiten als Lulas Präsidentschaftsfotograf fuhr Stuckert weiter, wichtige politische Ereignisse Brasiliens zu dokumentieren. So erfasste er die Amtseinführung von Präsidentin Dilma Rousseff und das Amtsenthebungsverfahren gegen sie. Dieses Material diente ihm später als Grundlage für den Dokumentarfilm Democracia em Vertigem (deutsch: Am Rande der Demokratie), eine Netflix-Produktion unter der Regie von Petra Costa. Der Film wurde für den Oscar 2020 in der Kategorie bester Dokumentarfilm nominiert. Stuckert war fotografischer Leiter der exklusiven Bilder des Films.
Nach dem Wiedersehen mit der indiostämmigen Penha Goés im Jahr 2015 begann Stuckert das Projekt, verschiedene brasilianische Indiovölker festzuhalten. Ein Ergebnis dieses Projekts war die Ausstellung Indios Brasileiros in den Räumen der Alliance Française in Brasília. 2017 führte Stuckert diese Arbeit weiter. Von rund 300 in Brasilien existierenden Ethnien hielt er insgesamt 12 verschiedene Volksgruppen, davon 13, die als isoliert gelten, im Bild fest.
Im Jahr 2016 fotografierte Stuckert im Auftrag des brasilianischen Fußballverbands die brasilianische Frauen-Nationalmannschaft während der Olympischen Sommerspiele in Rio de Janeiro.
Mit dem Antritt Lulas als wiedergewählter Präsident Brasiliens wurde Stuckert 2023 in die Präsidentschaftsadministration aufgenommen. Dort folgt er Gustavo Chaves Lopez, der Berater von Onyx Lorenzoni und der letzte Bereichsleiter in der Regierung von Jair Bolsonaro war.

## Fotografenfamilie
2008 heiratete Ricardo Stuckert in Brasília die Journalistin Cristina Lino. Sie haben zwei gemeinsame Kinder.

### Edward Francis Rudolf Stuckert
Laut mündlicher Überlieferung übersiedelte Edward Francis Rudolf Deglon Stuckert, der Urgroßvater von Ricardo Stuckert, zu Beginn des 20. Jahrhunderts aus der Schweiz in die brasilianische Stadt Paraíba (heute João Pessoa). Dank seiner Englisch-, Deutsch- und Spanischkenntnisse konnte er sich als Übersetzer nützlich machen. Er betätigte sich auch als Zeichner. Er hatte die Seekarten für das Schiff gezeichnet. Zudem war er Amateurfotograf. In seiner neuen Heimat beschloss er, von dieser letzten Tätigkeit professionell zu leben, auch ohne irgendwelche technischen Kurse in diesem Bereich besucht zu haben. Am Strand von Camboinha, in der Nachbarschaft der Gemeinde Cabedelo, lernte er Maria Brito Lyra kennen. Sie heirateten bald und hatten neun Kinder: Manfrêdo, Roberto, Gilberto, Ivone, Alayde, Elza, Lizete, Lucia und Sílvia. Edward Stuckert eröffnete sein eigenes Geschäft namens Foto Stuckert. Die Mehrheit seiner Söhne schlug wie ihr Vater beruflich den Weg zum Fotografen ein, aber nicht ohne sich in diesem Berufsfeld auszubilden. Edward Stuckert starb im Jahr 1945.
Sein Sohn, Gilberto Lyra Stuckert Filho, führte das Geschäft in João Pessoa bis in die 1980er Jahre weiter. Zwischen 1940 und 1960 war Gilberto der Fachmann für Ansichten von João Pessoa auf Postkarten. Er blieb in Paraíba. Er starb am 20. Oktober 1986 und hinterließ seine gesamte fotografische Sammlung der Stadt João Pessoa und anderer Orte dem Fortführer seines Werks, seinem Nachkommen Stuckert Filho. Es sind Aufzeichnungen seit 1845. Eine Straße in João Pessoa ist nach ihm benannt.
Manfrêdo, ein künstlerischer Fotograf und Maler, war der erstgeborene Sohn des Patriarchen des Clans. Er starb in Rio de Janeiro im Alter von gut 30 Jahren.
Roberto war Fotojournalist. Er hielt den Aufbau von Brasilia für O Globo fotografisch fest und war jahrelang der offizielle Fotograf der brasilianischen Präsidentschaft. Er starb in dieser Stadt im Alter von 60 Jahren. Seine Söhne und Enkelkinder führen sein Handwerk in der Bundeshauptstadt fort.

### Roberto Stuckert
Ricardo Stuckerts Vater, Roberto Stuckert, genannt Stuckão, machte seine Fotografenausbildung in Maceió. Zudem war er offizieller Fotograf des Präsidenten João Figueiredo während der Militärdiktatur. Außerdem arbeitete er als Bildredaktor beim Jornal de Brasília. Roberto Stuckert wurde am 24. Mai 1943 in João Pessoa geboren, wo er mit 16 Jahren begann, im Diario Carioca den Sport abzudecken. Da arbeitete auch sein Vater, Eduardo. Im April 1960 ließ ihn der Vater Fotograf in der Niederlassung der Folha do Diário in Brasília werden. Später wechselte er in die Niederlassung der Folha de S. Paulo, ebenfalls in der Hauptstadt, wo er über 13 Jahre lang blieb und dann in die Redaktion der Manchete, Jornal do Brasil, Jornal de Brasília und Associated Press wechselte. Roberto Stuckert starb im Alter von 78 Jahren am 23. August 2021.

### Rodolfo Franca Stuckert
Rodolfo Franca Stuckert, geboren in Maceió, war Robertos, Stuckãos, jüngster Bruder, also ein Onkel von Ricardo Stuckert. Auch Rodolfo Franca Stuckert war Fotograf. Er fotografierte für die Regierung des Bundesdistrikts, danach wurde er zum offiziellen Fotografen der Präsidenten der Abgeordnetenkammer Brasiliens. Neben seinem Beruf war er auch Sportschütze und vertrat oft den Schützenverbund von Brasília. Zusammen mit der Familie Stuckert gründete er die Fotoagentur Stuckert Press, um das Gesellschaftsleben und den Fotojournalismus abzudecken. Er starb am 9. Juli 2021 im Alter von 67 Jahren.

### Roberto Stuckert Filho
Als Präsidentin Dilma Rousseff Lula da Silva im Amt ablöste, übernahm Ricardo Stuckerts Bruder, Roberto Stuckert Filho, genannt Stuca, den Posten des offiziellen Fotografen der Präsidentin.

## Werke
- Ricardo Stuckert (Fotos), Frei Betto, Paulo C. de Oliveira Campos, Ricardo Kotscho (Essays): Lula - 500 dias em fotos. Takano, São Paulo 2004, ISBN 85-88116-21-9.
- mit Emir Sader: Caravana da esperança: Lula pelo Nordeste. LPP/UERJ, Rio de Janeiro 2018, ISBN 978-85-92826-15-4.
- Ricardo Stuckert: Povos originários: guerreiros do tempo. Tordesilhas, São Paulo 2022, ISBN 978-65-5568-059-1.

## Preise, Ehrungen
- 1997: mit dem Fotojournalismus-Preis der Editora Abril für die Fotos in der Zeitschrift Veja Amazônia geehrt[20]
- 2005: vom Präsidenten mit dem Rio-Branco-Orden im Rang eines Offiziers ausgezeichnet[21]
- 2016: mit der Goldmedaille für das Foto vom Indio Kaiapó in Amazonien beim Oman 1st International Photography Circuit ausgezeichnet[22][23]

## Bücher von Ricardo Stuckert
- Ricardo Stuckert: Povos originários: Guerreiros do tempo. Tordesilhas, São Paulo 2022, ISBN 978-85-8419-105-5.
- Ricardo Stuckert und Emir Sader: Caravana da esperança: Lula pelo Nordeste. LPP/UERJ, Rio de Janeiro 2018, ISBN 978-85-92826-15-4.
- Ricardo Stuckert: Lula, 500 dias em fotos. Takano, São Paulo 2004, ISBN 85-88116-21-9.